# Грибовський В'ячеслав Васильович
В'ячеслав Васильович (Войцехович) Грибовський (24 грудня 1908, село Великий Чернятин Подільської губернії, тепер  село Чернятин Хмільницького району Вінницької області — ?) — український радянський діяч, 2-й секретар Ровенського обкому КПУ. Депутат Верховної Ради УРСР 5-го скликання.

## Біографія
Народився в селянській родині польського походження.
У 1930—1933 роках — у Червоній армії.
Член ВКП(б) з 1932 року.
З квітня 1936 року служив у Червоній армії. До 1941 року — слухач Військово-політичної академії імені Леніна.
З червня 1941 по червень 1946 року — в Червоній армії, учасник німецько-радянської війни. Воював на Західному фронті, брав участь в обороні Москви, служив на політичній роботі в 322-му окремому кулеметному батальйоні. З лютого 1943 року — заступник командира 384-го окремого кулеметно-артилерійського батальйону із політичної частини 161-го укріпленого району Центрального, 1-го та 2-го Білоруського фронтів.
Потім перебував на відповідальній партійній роботі.
З 1951 по грудень 1955 року — 1-й секретар Дубнівського (тепер — Дубенського) районного комітету КПУ Ровенської (тепер — Рівненської) області.
16 грудня 1955 — квітень 1961 року — 2-й секретар Ровенського обласного комітету КПУ.
З квітня 1961 року — начальник Ровенського обласного управління заготівель.
У 1960-х роках — начальник Ровенського обласного управління хлібопродуктів і комбікормової промисловості.
Потім — на пенсії.

## Звання
- майор

## Нагороди
- орден Леніна (26.02.1958)
- два ордени Вітчизняної війни ІІ-го ст. (1.11.1944, 6.04.1985)
- орден Червоної Зірки (13.04.1945)
- медаль «За оборону Москви»
- медаль «За взяття Кенігсберга»
- медаль «За перемогу над Німеччиною у Великій Вітчизняній війні 1941—1945 рр.»
- медалі
- Почесна грамота Президії Верховної Ради Української РСР (23.12.1968)